# Вислый (Пензенская область)
Ви́слый — упразднённый хутор Яковлевского сельсовета Бековского района Пензенской области.
С 11 декабря 2015 года хутор исключён из учётных данных административно-территориального устройства Пензенской области как прекративший своё существование населённый пункт в связи с отсутствием зарегистрированного населения.

## География
Хутор Вислый расположен в северо-восточной части Бековского района, в 30 км от районного центра пгт Беково, в 6 км юго-восточнее административного центра сельсовета село Яковлевка. Рядом с хутором проходит автомобильная дорога регионального значения «Тамбов — Пенза» — Беково с асфальтовым покрытием.

## История
Основан бывшими крестьянами помещицы Кошкиной, которые выкупили у неё землю в собственность. В 1911 году — хутор Вислый Никольской волости Сердобского уезда Саратовской губернии, 21 двор, численность населения: всего душ — 133, из них 62 — мужского пола и 71 — женского; площадь крестьянских посевов — 81 десятина, из них на надельной земле — 56 десятин, на купленной — 4 десятины, на арендованной земле — 21 десятина; 2 железных плуга. До 1918 года хутор входил в состав Никольской волости, затем до 1923 года — в новую Ивановскую волость Сердобского уезда, с 1923 года — в составе Пяшинской волости Сердобского уезда. До 17 марта 1924 года — центр Висловского сельсовета, затем в Крутовском сельсовете Пяшинской волости. На 1928 год — хутор Вислый Крутовского сельсовета Бековского района Балашовского округа (с 30 июля 1930 года Балашовский округ упразднён, район вошёл в Нижне-Волжский край) Нижне-Волжского края. С 4 февраля 1939 года хутор вошёл в состав вновь образованной Пензенской области. В 1955 году — хутор Пяшинского сельсовета Бековского района Пензенской области, в колхозе имени Дзержинского. На 2005 год — в Яковлевском сельсовете Бековского района.

## Население
С 1 января 2004 года — без жителей.
| Численность населения, чел. | Численность населения, чел. | Численность населения, чел. | Численность населения, чел. | Численность населения, чел. | Численность населения, чел. | Численность населения, чел. | Численность населения, чел. | Численность населения, чел. | Численность населения, чел. | Численность населения, чел. |
| 1911                        | 1926                        | 1939                        | 1959                        | 1979                        | 1989                        | 1996                        | 2004                        | 2007                        | 2010                        | 2015                        |
| --------------------------- | --------------------------- | --------------------------- | --------------------------- | --------------------------- | --------------------------- | --------------------------- | --------------------------- | --------------------------- | --------------------------- | --------------------------- |
| 133                         | ↗163                        | ↘118                        | ↗137                        | ↘59                         | ↘31                         | ↘26                         | ↘0                          | →0                          | →0                          | →0                          |